# Alexīs Alexandrīs
Alexīs Alexandrīs (in greco: Αλέξης Αλεξανδρής; Kiato, 21 settembre 1968) è un allenatore di calcio ed ex calciatore greco, di ruolo attaccante, tecnico del Thyella Chalkiou.

## Palmarès

### Giocatore

#### Club
- Campionato greco: 10

AEK Atene: 1991-1992, 1992-1993, 1993-1994
Olympiakos: 1996-1997, 1997-1998, 1998-1999, 1999-2000, 2000-2001, 2001-2002, 2002-2003
- Coppa di Grecia: 1

Olympiakos: 1998-1999

#### Individuale
- Capocannoniere della Souper Ligka Ellada: 4

1993-1994 (24 gol, a pari merito con Krzysztof Warzycha), 1996-97 (23 gol), 2000-2001 (20 gol), 2001-2002 (19 gol)
- Calciatore greco dell'anno: 1

2001